# حالة سحائية
الحالة السحائية أو ببساطة السحائية (بالإنجليزية: Meningism)‏ هي ثلاثية من الصمل القفوي (أو تيبس الرقبة) ورهاب الضوء وصداع. تتصف العلامة بأنها حالة تهيج السحايا كما يحدث في التهاب السحايا ونزف تحت العنكبوتية وأمراض أخرى مختلفة.
يستعمل المصطلح اللاتيني Meningismus عندما توجد الأعراض الثلاثة آنفة الذكر دون وجود التهاب أو عدوى، ويمكن مشاهدتها بالانسجام مع الأعراض والعلامات الأخرى في الأطفال. ومن العلامات السريرية المرتبطة علامة كرنيغ وثلاثة علامات تحمل اسم علامة برودزينسكي.

## الأعراض والعلامات
العلامات الثلاثة الرئيسية في الحالة السحائية هي الصمل القفوي وعلامة كرنيغ وعلامة برودزينسكي، ولا توجد علامة من هذه العلامات خاصة من الناحية العملية، حيث يظهر الصمل القفوي في 30٪ من الحالات وعلامة كرنيغ وعلامة برودزينسكي في 5٪ فقط من الحالات.

### الصمل القفوي
الصمل القفوي هو عدم القدرة على ثني الرقبة إلى الأمام بسبب صلابة عضلات الرقبة، أما إذا كان بالإمكان تحريك الرقبة مع وجود ألم وإمكان تحريك الرقبة بكل الإتجاهات حركة كاملة فلا يعد الصمل القفوي موجودا.

### علامة كرنيغ
عند الإصابة بالحالة السحائية، تظهر علامة كيرنيغ إيجابية عندما يثنى الفخذ من جهتي الورك والركبة بزوايتين قائمتين، ثم عند تمديد الساق من مفصل الركبة فإنه يكون مؤلما (مما يؤدي إلى مقاومة). قد تشير العلامة إلى نزف تحت العنكبوتية أو التهاب السحايا. قد تظهر على المرضى أيضا أعراض تشنج ظهري تجعل الجسم كله يتقوس بحيث يؤدي إلى اتجاه الساقين والرأس للخلف وانحناء الجذع إلى الأمام.

### علامة بروجينسكي
قام طبيب الأطفال البولندي يوزيف بروجينسكي بتحديد عدة علامات لالتهاب السحايا، أكثر هذه العلامات شيوعا هي «علامة الرقبة لبروجينسكي» وهي تحريك الساق للأعلى بصورة غير إرادية عند تحريك رأس المريض للأعلى وهو في وضعية الاستلقاء.